# Corpus Aristotelicum

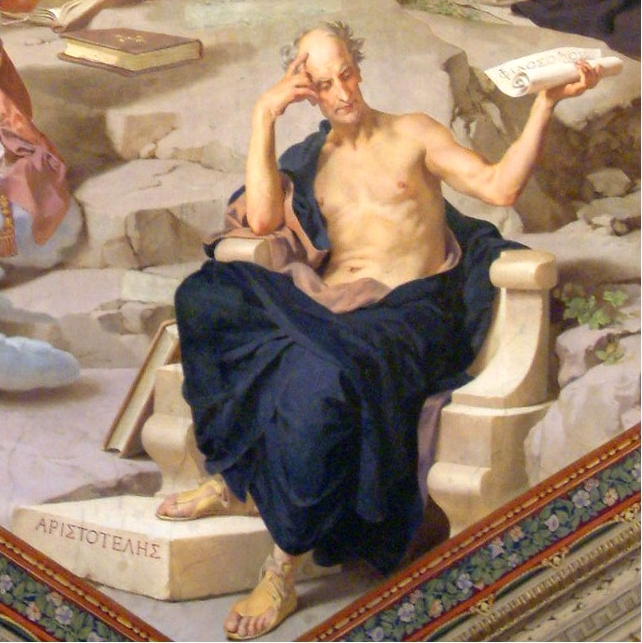
Aristoteles

Het Corpus Aristotelicum is het verzamelde werk van de bewaard gebleven teksten van Aristoteles. De naam, op het eind van de negentiende eeuw door Duitse geleerden bedacht, verwijst naar de traditionele ordening en indeling die stamt uit de 2e eeuw n.Chr.
Aanvankelijk werden alle werken als authentiek beschouwd, maar meer recent onderzoek heeft de echtheid van een aanzienlijk aantal teksten in twijfel getrokken.
Het enige belangrijke werk van Aristoteles dat niet opgenomen is in het Corpus Aristotelicum is de tekst Athenaion Politeia (De Atheense constitutie).